# Kabina maszynisty

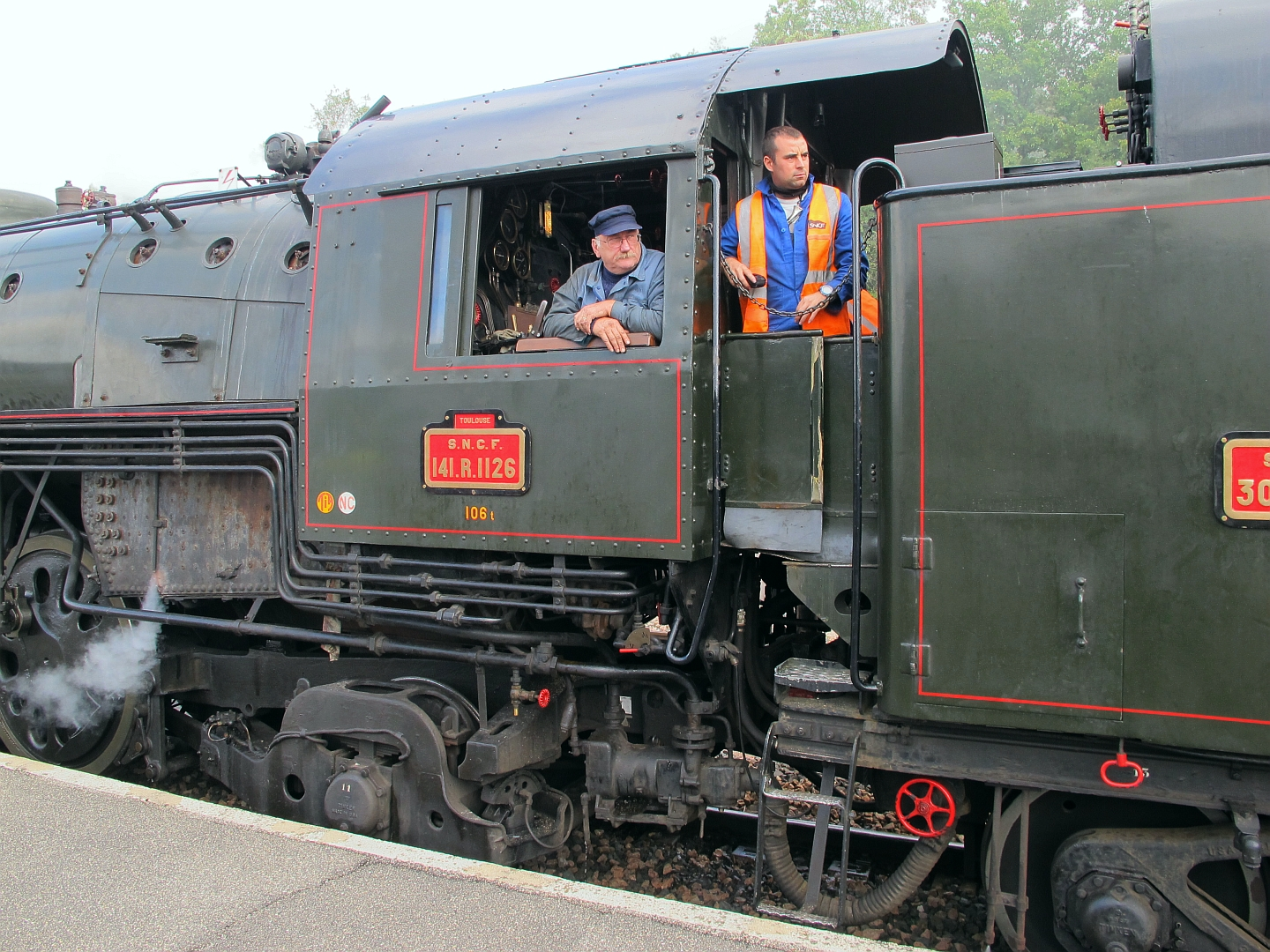
Kabina maszynisty lokomotywy parowej

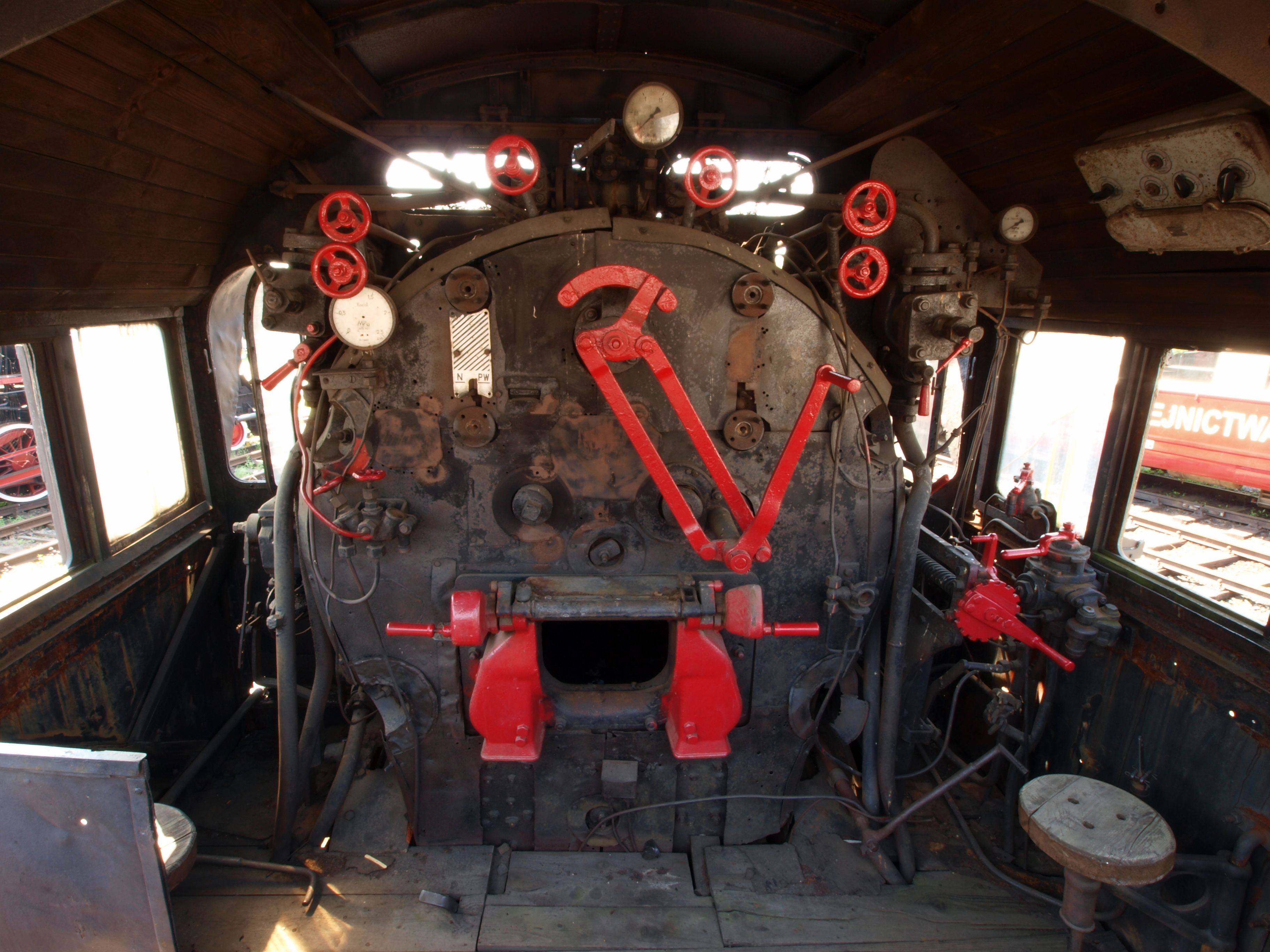
Wnętrze kabiny maszynisty typowej lokomotywy parowej Ok1

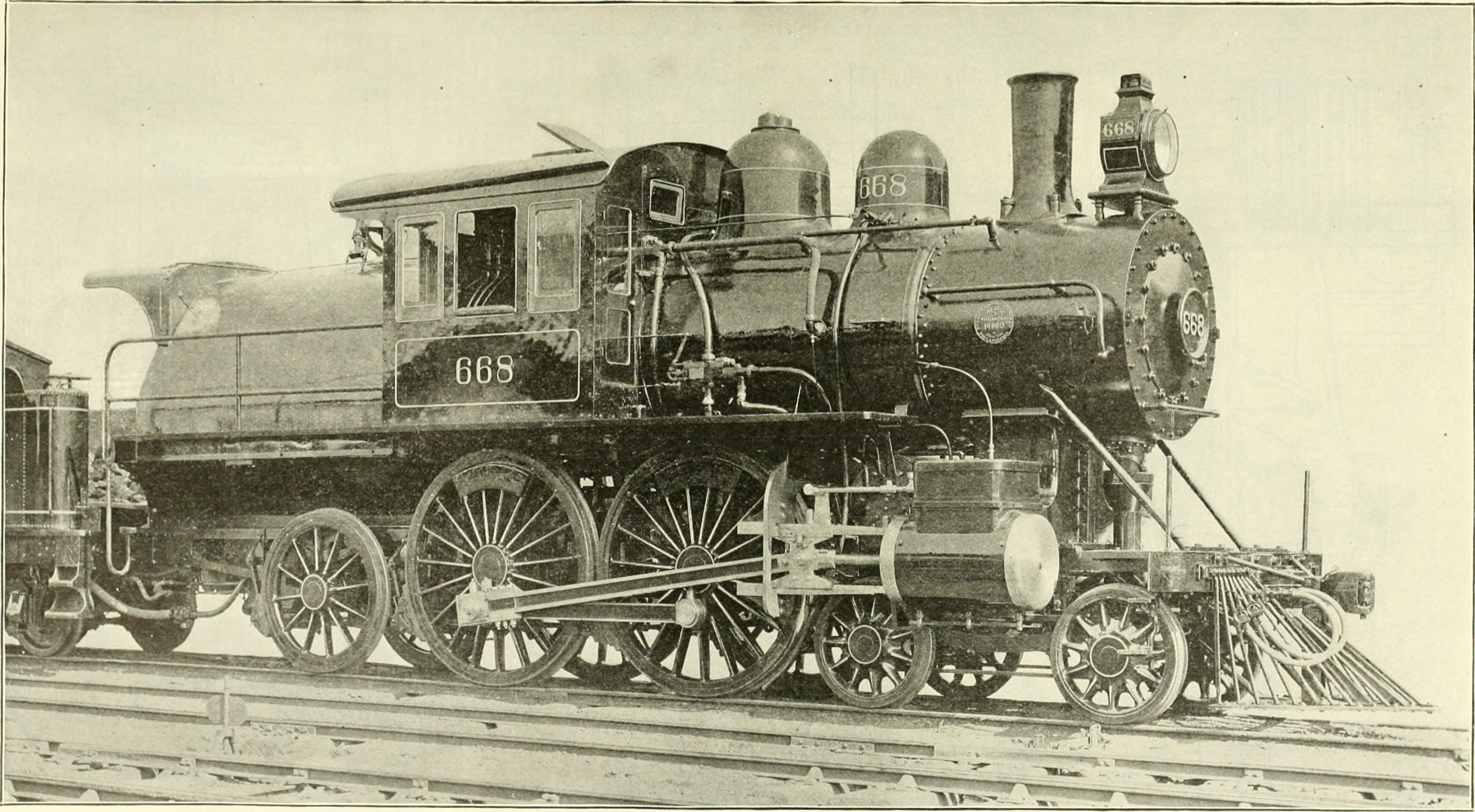
Parowóz typu camelback z kabiną obejmującą kocioł

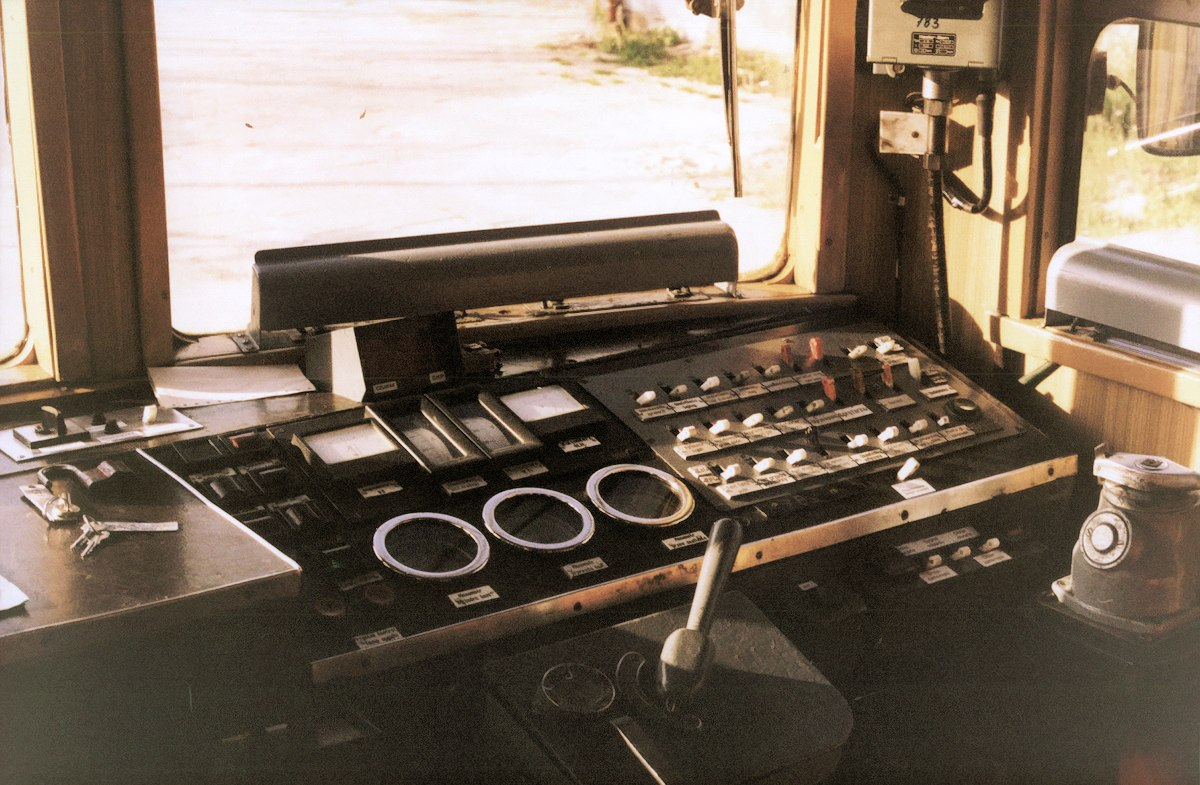
Pulpit maszynisty w kabinie EZT serii EN57

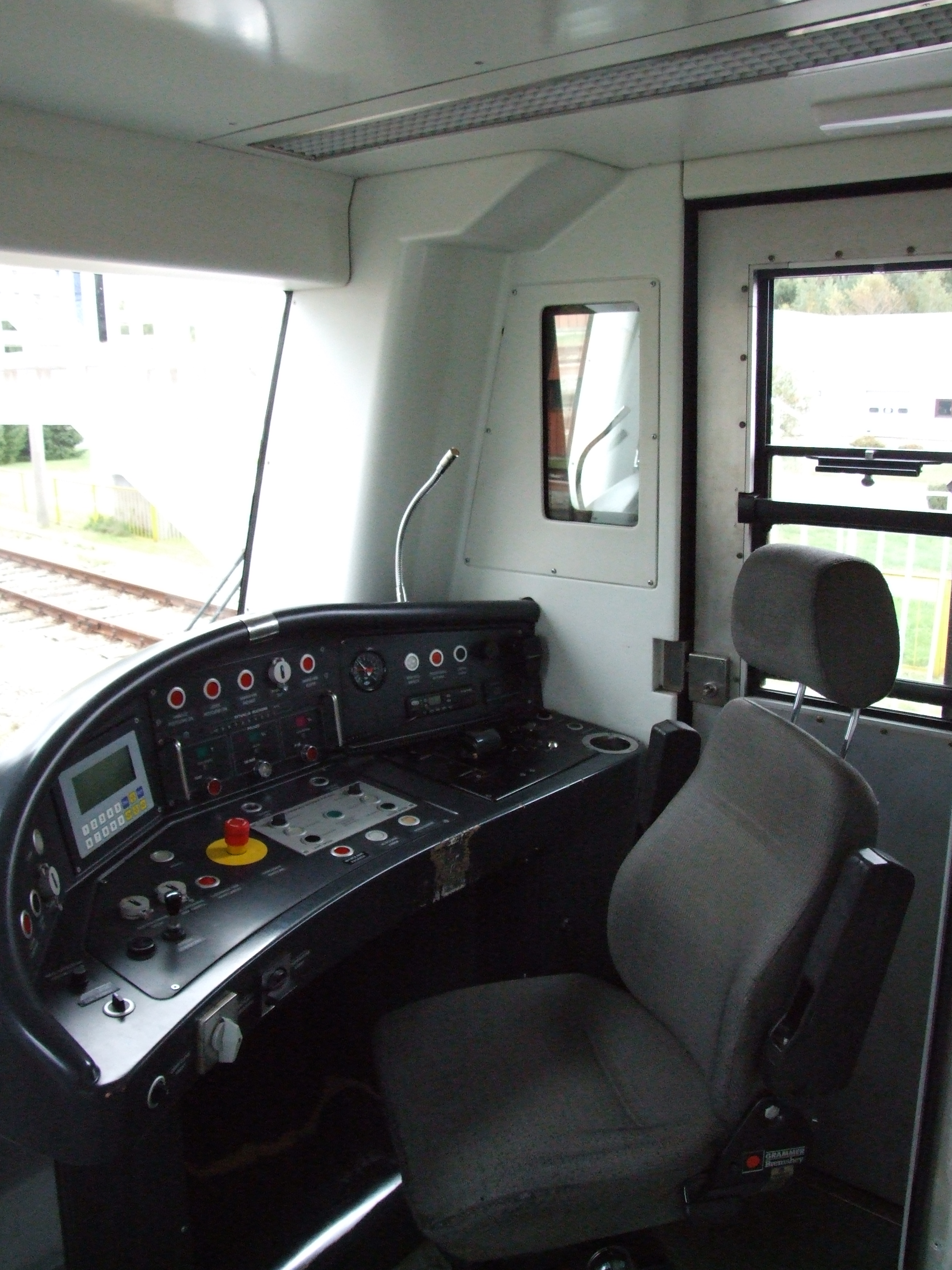
Kabina maszynisty w EZT warszawskiego metra – Alstom Metropolis 98B

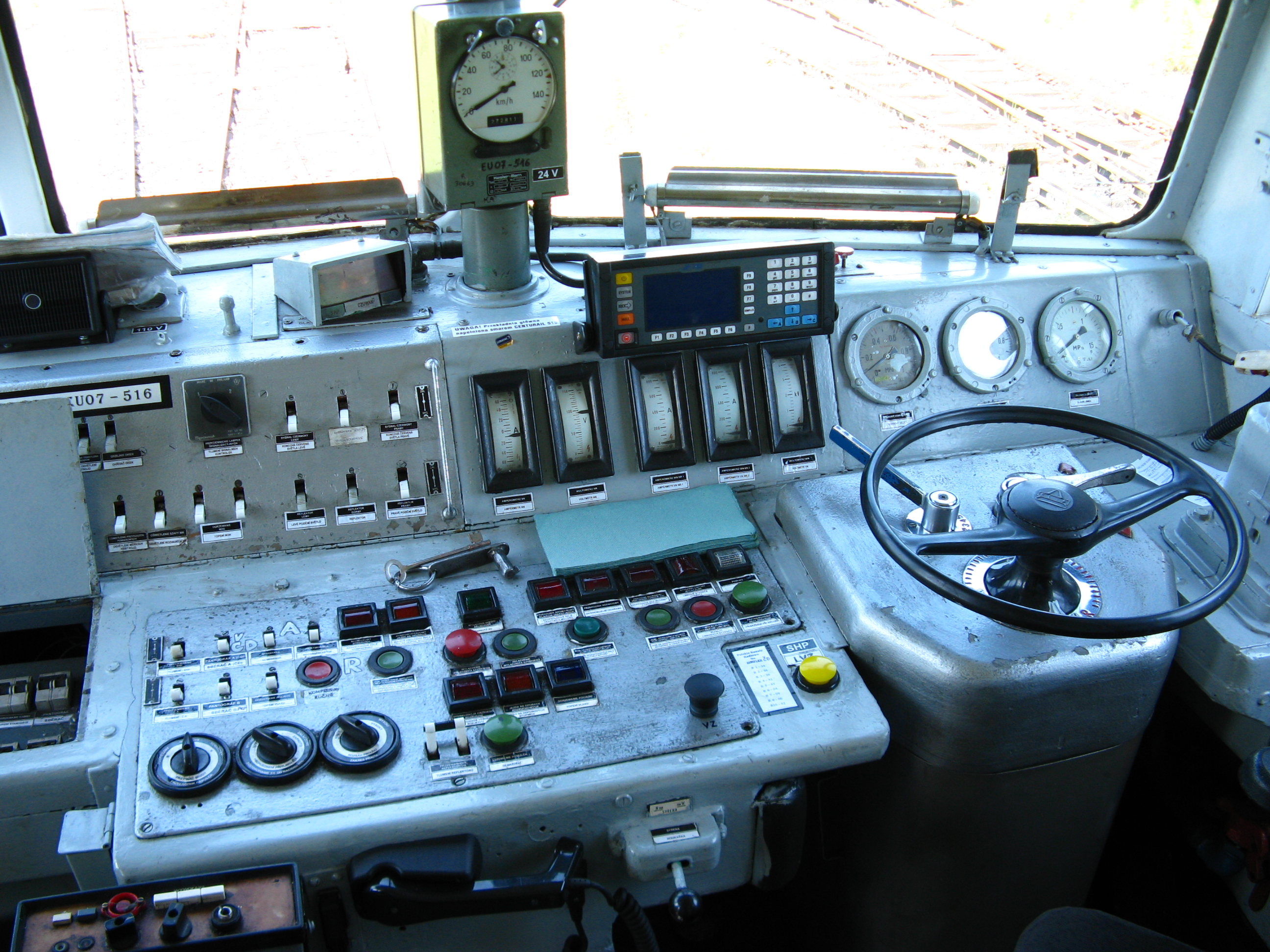
Pulpit w kabinie elektrowozu EU07

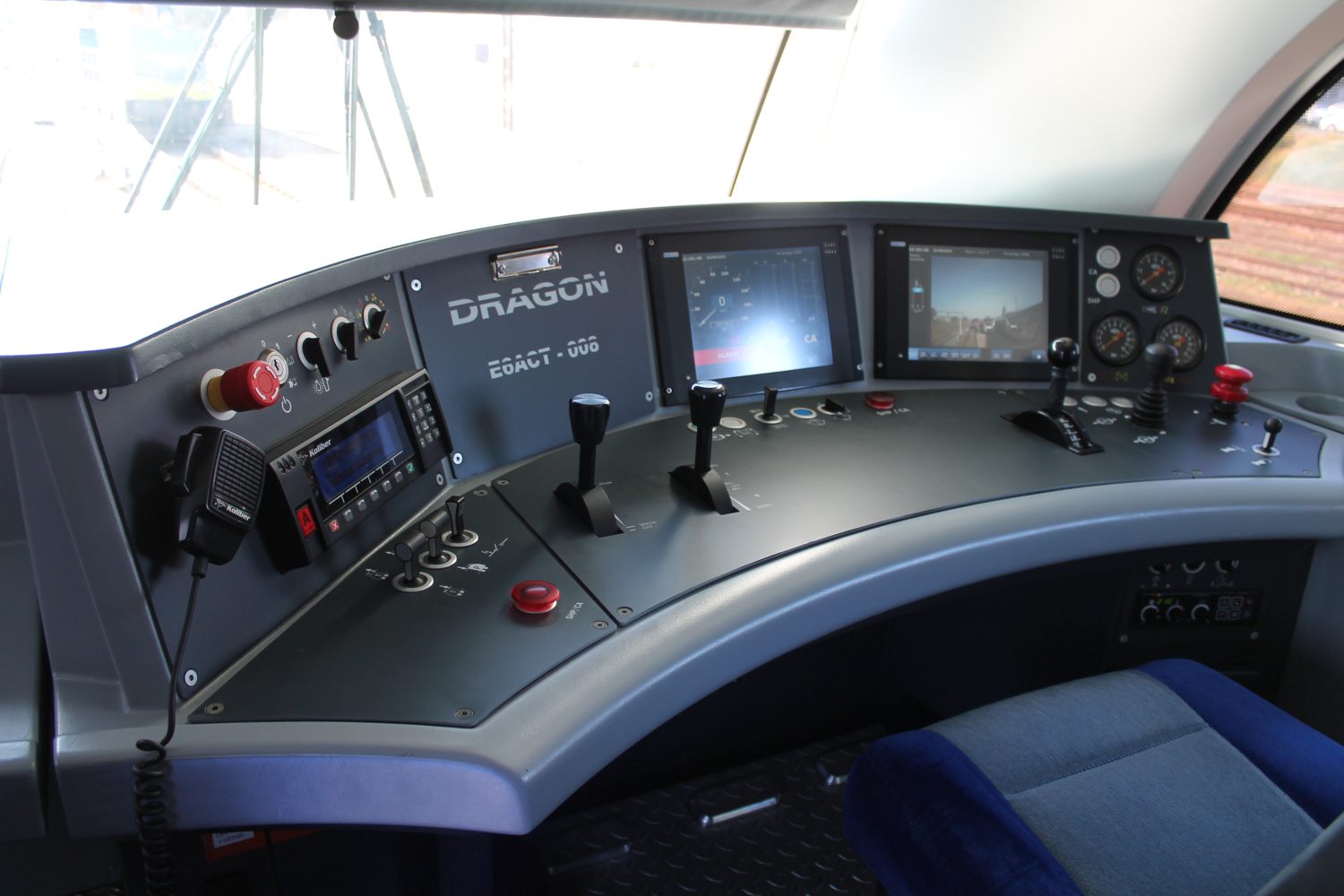
Pulpit sterowniczy elektrowozu Newag Dragon

Kabina maszynisty – część lokomotywy lub innego pojazdu trakcyjnego, przeznaczona dla maszynisty lub także jego pomocnika, z której odbywa się kontrola pracy urządzeń lokomotywy lub innego pojazdu. W parowozach tradycyjnie znana jako budka maszynisty, mogła być częściowo odkryta i na ogół obejmowała także stanowisko palacza obsługującego kocioł parowy.
Wszystkie urządzenia odpowiedzialne za sterowanie urządzeniami na lokomotywie umieszczone są na pulpitach maszynisty w tych kabinach.

## Lokalizacja kabin i ich budowa

### Lokomotywy parowe
Najwcześniejszymi lokomotywami były lokomotywy parowe i w nich też pojawiła się jako pierwsza kabina maszynisty, określana zwykle jako budka. Początkowo obsada parowozów nie była niczym chroniona, później zaczęły się pojawiać czołowe ściany osłaniające przed wiatrem. Stanowiska maszynisty i pozostałej obsady, w tym palaczy, typowo znajdowały się na podeście za paleniskiem, na końcu lokomotywy. Dopiero około połowy XIX wieku parowozy zaczęły być powszechnie wyposażane w budkę, chroniącą maszynistę i palacza przed warunkami atmosferycznymi i obejmującą zazwyczaj tył paleniska. W wielu krajach jeszcze przez kolejne dziesięciolecia stosowano budki szczątkowe lub częściowo odkryte (z tyłu lub boków), a z drugiej strony w USA już w latach 40. XIX wieku stosowano obszerne zamknięte budki. Powszechnie stosowane budki odkryte od tyłu były uzasadnione koniecznością łatwego dostępu do doczepianego za kabiną tendra z opałem do kotła.
W mniej typowych konstrukcjach kabina maszynisty była oddzielona od paleniska i umieszczona nad kotłem, obejmując go po bokach (układ popularny głównie w USA, określany camelback), albo z przodu parowozu.

### Lokomotywy elektryczne
W przypadku większości lokomotyw elektrycznych, występują dwie kabiny maszynisty, znajdujące się na obu jej końcach. W kabinach lokomotyw elektrycznych występują między innymi następujące przyrządy:
- nastawnik jazdy – odpowiada za regulację wartości natężenia prądu płynącego przez silniki trakcyjne poprzez odłączanie bloków rezystorów rozruchowych, bądź poprzez płynną regulację urządzeniami elektronicznymi,
- nastawnik kierunkowy (nawrotnik) – odpowiada za kierunek jazdy lokomotywy,
- nastawnik bocznikowania – umożliwia dodatkowe zwiększanie prędkości lokomotywy przez osłabianie pola wzbudzania silników,
- nastawnik hamulcowy (zawór/kran hamulca) – odpowiada za regulację ciśnienia w cylindrach hamulcowych i umożliwia hamowanie pociągu,
- przełączniki załączające i wyłączające poszczególne urządzenia lokomotywy, oświetlenie,
- przełącznik syren – odpowiada za uruchamianie syren lokomotywy; może posiadać dwa położenia dla różnych tonów syreny,
- mierniki elektryczne – wskazują napięcie na sieci trakcyjnej, prąd silników trakcyjnych, czy też napięcie baterii akumulatorów,
- manometry – wskazują ciśnienie w cylindrach hamulcowych, przewodzie głównym i zbiorniku głównym lokomotywy,
- prędkościomierz – wskazuje aktualną prędkość lokomotywy, może rejestrować parametry jazdy,
- lampki kontrolne lub diody sygnalizacyjne – wskazują stan urządzeń lokomotywy, uruchomione układy,
- wyłączniki samoczynne i bezpieczniki – zabezpieczają obwody pomocnicze lokomotywy,
- radiotelefon.

Dodatkowo, lokomotywy wyposażane są w urządzenia do podgrzewania lub schładzania posiłków, grzejniki, oświetlenie, urządzenia sanitarne zapewniające komfort pracy maszynisty.
Nowsze typy lokomotyw zamiast urządzeń mechanicznych, lampek lub przycisków, mogą posiadać nowocześniejsze rozwiązania, tj. monitory, komputery i podobne.

### Lokomotywy spalinowe
W przypadku lokomotyw spalinowych, w zależności od rodzaju stosowanej przekładni, budowa kabin jest różna.
Lokomotywy spalinowe posiadają pokrewne wyposażenie, jak lokomotywy elektryczne, w zależności od serii mogą posiadać też:
- wskaźniki prędkości obrotowej silników spalinowych,
- przełączniki i lampki kontrolne urządzeń pomp paliwa, pomp oleju, rozrusznika.

### Elektryczne zespoły trakcyjne
Elektryczne zespoły trakcyjne starszego typu posiadają bardzo podobne wyposażenie, jak lokomotywy elektryczne. Niektóre mogą jednak być wyposażone w rozruch samoczynny i z tego względu mieć inny nastawnik jazdy, być pozbawione nastawnika bocznikowania itp.
Nowocześniejsze rozwiązania techniczne przewidują komputery pokładowe, układy elektroniczne sterowania jazdą, dlatego różnią się od dawnych systemów.

### Spalinowe zespoły trakcyjne
Spalinowe zespoły trakcyjne to głównie konstrukcje nowszego typu, posiadają prędkościomierze elektroniczne, i nowocześniejsze elektroniczne systemy kontroli nad pojazdem.

### Autobusy szynowe
Autobusy szynowe starego typu eksploatowane w Polsce mają kabinę zbliżoną do kabin klasycznych autobusów – posiadają dźwignię zmiany biegów oraz sterowanie pedałami – pedał przyspieszania, pedał hamulca, pedał sprzęgła.